# 高橋則夫
高橋 則夫（たかはし のりお、1951年 - ）は、日本の法学者。専門は刑法。学位は、法学博士（早稲田大学・論文博士・1990年）。早稲田大学法学学術院、大学院法務研究科教授。西原春夫門下。日本刑法学会理事。日本被害者学会理事長。東京都出身。

## 来歴
1970年都立日比谷高校、1975年早稲田大学法学部卒業。同大学大学院法学研究科修士課程・博士課程修了後、東洋大学法学部専任講師、助教授、教授を経て、早稲田大学大学院法務研究科・法学部教授に就任。
1990年早稲田大学より法学博士の学位を取得、学位論文の題は、「共犯体系と共犯理論」。

## 研究テーマ
- 犯罪論の基礎理論・修復的司法

## 在外研究等
- マックス・プランク外国・国際刑法研究所（ドイツ・フライブルク）留学

## 著書
- 『共犯体系と共犯理論』（成文堂、1988年）
- 『正当化と免責』（翻訳）（成文堂、1992年）
- 『犯罪被害者と刑事司法』（共編訳）（成文堂、1995年）
- 『犯罪被害者の研究』（共編著）（成文堂、1996年）
- 『刑法における損害回復の思想』（成文堂、1997年）
- 『ゼミナール刑事政策』（共著）（法学書院、1997年）
- 『少年非行と法』（共著）（成文堂、2001年）
- 『わかりやすい犯罪被害者保護制度』（共著）（有斐閣、2001年）
- 『ドイツの組織犯罪』（共訳）（成文堂、2002年）
- 『犯罪被害の回復』（共訳）（成文堂、2002年）
- 『修復的司法の探求』（成文堂、2003年）
- 『いちばんやさしい刑事法入門』（共著）（有斐閣、2003年）
- 『修復的司法とは何か：応報から関係修復へ』（共訳）（新泉社、2003年）
- 『導入対話による刑法講義（総論）』（不磨書房、2003年）
- 『少年非行を見る目に確かさを』 （成文堂、2003年）
- 『ブリッジブック先端法学入門』（共編著）（信山社、2003年）
- 『法科大学院テキスト 刑法総論 第2版』（共著）（日本評論社、2007年、初版2005年）
- 『規範論と刑法解釈論』（成文堂、2007年）
- 『刑法総論』（成文堂、2010年）
- 『刑法各論』（成文堂、2011年）
- 『刑法総論 第２版』（成文堂、2013年）
- 『刑法各論 第２版』（成文堂、2014年）

## 所属学会
- 日本刑法学会（理事 、国内）
- 日本犯罪社会学会（理事、国内）
- 日本被害者学会（理事長、国内）
- 日米法学会（国内）
- 日本医事法学会（国内）

## 門下生
- 岡部雅人（愛媛大学）
- 小坂亮（佐賀大学）
- 仲道祐樹（早稲田大学）